# История Техаса
Первым задокументированным событием на территории нынешнего Техаса стала высадка испанских конкистадоров в 1519 году. Территория к тому моменту была населена целым рядом племён индейцев, предки которых жили на этой местности более 10 000 лет. В период с 1519 по 1848 годы на различные части Техаса заявляли претензии шесть стран: Франция, Испания, Мексика, Республика Техас, Соединённые Штаты Америки, а также Конфедеративные Штаты Америки в 1861—1865 гг.
Первой европейской базой в Техасе стала французская колония Форт Сен-Луи, основанная в 1682 Рене-Робером Кавелье де Ла Салем. Колония просуществовала всего три года, но послужила поводом для начала активных действий со стороны испанских властей. В Восточном Техасе было создано несколько миссий, которые просуществовали до 1691 года. Двадцать лет спустя испанцы, озабоченные присутствием французов в соседней Луизиане, снова предприняли попытку колонизировать Техас. В течение следующих 110 лет испанцы основали большое число фортов и миссий. Наряду с солдатами и миссионерами в Техас прибыло небольшое число поселенцев. Испания подписала соглашение с колонизаторами из Соединённых Штатов. После победы Мексики в войне за независимость в 1821 году Мексиканский Техас стал частью новой страны. Для поощрения заселения территории мексиканские власти организовали иммиграцию из Соединённых Штатов, и к 1834 году число англоговорящих жителей достигло 30 000 человек против 7800 мексиканцев.
После прекращения действия конституции 1824 года начались проблемы с доступом к судам, милитаризацией парламента и проблемы самообороны, вылившейся в противостояние у города Гонзалес, стали популярны революционные взгляды. После подавления восстания в штате Сакатерас, войска Санта-Анны вторглись на территорию Техаса, что послужило началом конфликта в 1836 году. Силами техасской армии была одержана победа в войне за независимость, Техас стал независимым государством и получил название Республика Техас. В привлекательный своими землями для ранчо и выращивания хлопка Техас десятками тысяч потянулись иммигранты из Соединённых Штатов и Германии. В 1845 году состоялась аннексия Техаса, Техас провозглашён 28-м штатом. В 1861 году Техас провозгласил своё отделение от Соединённых Штатов, чтобы войти в Конфедеративные Штаты Америки. В ходе гражданской войны в Техасе прошли всего несколько сражений, большинство техасских полков сражались на восточном фронте. По окончании войны рабовладельческая система в Техасе была отменена, а Техас подвергся реконструкции. В результате недовольными были как белые, так и темнокожие жители, получившие статус людей второго сорта с принятыми законами сегрегации Джима Кроу.
До 1870 года экономика Техаса развивалась за счёт выращивания хлопка и содержания ранчо. С появлением железных дорог стали развиваться города. К концу XIX века важным звеном экономики стал импорт древесины. В 1901 году было открыто месторождение нефти неподалёку от Бомонта, которое стало самым продуктивным в мире. Волна спекуляций на нефти и открытия новых месторождений, которая стала позднее называться «Техасский нефтяной бум», привела к бурному развитию экономики Техаса. По окончании Второй Мировой Войны, агрономическая направленность экономики сменилась на сервис-ориентированную. В 1960 году закончилась сегрегация. В политике Техас, прежде считавшийся демократическим штатом, стал сценой ожесточённого противостояния двух партий, а в 2000-м году окончательно перешёл на сторону республиканцев. Экономика штата продолжала активно развиваться за счёт высокой диверсификации, что привело к росту населения штата до второго по величине. Началось бурное развитие в области высоких технологий.

## Техас в доколумбову эпоху
Растительные и животные комплексы в известняковой пещере Холла (Hall's Cave), расположенной на плато Э́дуардс, значительно изменились при переходе от позднего плейстоцена к раннему голоцену. Разнообразие позвоночных значительно уменьшилось от периодов времени максимума последнего оледенения (LGM) и Бёллинг-Аллерёда (B–A) до позднего дриаса (YD) и раннего голоцена. Потеря альфа-разнообразия за границей B–A/YD присутствует у птиц, рептилий и лягушек, плотоядных животных млекопитающих и крупных травоядных животных млекопитающих, но отсутствует у мелких млекопитающих. У растений разнообразие значительно снизилось от Бёллинг-Аллерёда до раннего позднего дриаса. С конца позднего дриаса до раннего голоцена разнообразие растений увеличилось. Переход ландшафта в лесистую местность и потеря пастбищ сопровождаются исчезновением крупных травоядных млекопитающих (>30 кг) и охотившихся на них хищников, например, саблезубой кошки (Smilodon spp.) и короткомордого медведя (Arctodus simus). Совокупное воздействие изменения климата и антропогенного воздействия привело к исчезновению североамериканской мегафауны примерно 13,0—12,5 тыс. лет до настоящего времени. Наконечники с пещерной стоянки Леви были созданы примерно в 10 000 ± 175 лет до н. э.
В 9200—6000 гг. до н. э. в Техасе жили палеоиндейцы, которые, возможно, имели отношение к культуре Кловис и традиции Фолсом, эти кочевники охотились, возможно, на мамонтов и бизонов, используя метательное приспособление атлатль. Они воздвигли Кремнёвые копи Элибейтс в Техасском выступе. Артефакты с участка Обри в округе Дентон, наряду с артефактами с участка Эль-Фин-дель-Мундо в мексиканском штате Сонора, являются древнейшими свидетельствами существования культуры Кловис.
В 4-м тысячелетии до н. э. число обитателей Техаса возросло несмотря на изменение климата и массовое вымирание фауны во времена Голоцена. Пиктограммы, нарисованные в тот период на стенах пещер и на камнях, можно найти в парке Уэко-Танкс и Каньоне Семинолов.
Чуть позже 500 года до н. э. коренные жители стали строить поселения в Восточном Техасе, занимаясь фермерством и строя курганы, наподобие тех, что строили в долине реки Миссисипи Строители Курганов. В районе пустыни Транс-Пекос проживали народы культуры Могольон.
Техас находился на границе двух крупных культурных центров доколумбовой эпохи — юго-западная и равнинная области. Согласно данным археологии, на территории нынешнего Техаса проживали представители трёх коренных народностей, культура которых достигла пика до появления европейцев:
- анасази жили в районе Рио-Гранде на западе Техаса;
- наследниками Строителей курганов из долины реки Миссисипи была народность Кэддо, проживавшая на востоке штата;
- цивилизации Мезоамерики на юге Техаса. Влияние Теотиуакана достигало своего максимума в 500 году нашей эры и распространялось вплоть до VIII—X веков.

В VIII веке в регион пришли лук и стрелы, производство керамики, а выживание коренных жителей всё больше стало зависеть от наличия мяса бизонов. Предметы из обсидиана, найденные в различных районах Техаса, свидетельствуют о попытках торговли с жителями территорий нынешней Мексики и Скалистых гор.
Ни одна из культур не доминировала на территории Техаса, который населяли многие народности. Современная территория Техаса была местом обитания различных индейских племён: алабама, апачи, атакапа, бидаи, вичита, джумано, кайова, каранкава, кикапу, коавильтеки, коасати, команчи, каддо, тонкава, хасинай, чероки и чокто. Название «Техас» происходит от слова táyshaʼ, пришедшего из кэддоанских языков, и означает «друзья» или «союзники».
Представители чокто до сих пор живут в Восточном Техасе в районе города Эмберли-Техас. В настоящее время правительством США признаны три коренных племени Техаса: племя алабамов и кушат, племя кикапу и племя ислета-дель-сюр-пуэбло.

## Ранние европейские исследования Техаса
Первым европейским путешественником, достигшим побережья Техаса, стал Алонсо Альварес де Пинеда, возглавлявший экспедицию, отправленную губернатором Ямайки Франсиско де Гараем в 1520 году. Во время поисков пути в Азию, Альварес де Пинеда создал первую карту побережья Мексиканского залива. Данная карта является первым документом Техаса.
6 ноября 1528 года на землю Техаса ступили четверо потерпевших кораблекрушение конкистадоров, в том числе Альвар Нуньес Кабеса де Вака и Эстеванико. Они провели шесть с половиной лет в Техасе в качестве рабов и посредников, налаживавших торговые связи с местными племенами. Первым европейцем, целенаправленно изучавшим территорию Техаса, стал Альвар Нуньес Кабеса де Вака.

## Французская колонизация Техаса: 1684—1689
Несмотря на то, что Альварес де Пинеда провозгласил Техас испанской территорией, он оставался не исследованным в течение последующих 160 лет. Первая колонизация произошла во многом благодаря случайности. В апреле 1682 года французский дворянин Рене-Робер Кавелье де Ла Саль провозгласил всю долину реки Миссисипи собственностью Франции. В следующем году Рене-Робер убедил короля Луи XIV в необходимости основать колонию в районе Миссисипи, отделив Испанскую Флориду от Новой Испании.
Экспедиция Ла Саля покинула территорию Франции 24 июля 1684, а вскоре один из кораблей снабжения был атакован испанскими каперами. Неточные карты в совокупности с неверными расчётами Ла Саля привели к тому, что экспедиция не нашла устья Миссисипи. Вместо этого экспедиция в начале 1685 года высадилась в районе залива Матагорда в 644 километрах (400 милях) к западу от Миссисипи. В феврале был построен форт Сен-Луи.
После постройки форта один из кораблей вернулся во Францию, а два оставшихся вскоре были разрушены, налетев на мели во время штормов. Ла Саль вместе со своими людьми продолжал поиски Миссисипи. Его сухопутные экспедиции доходили до Рио-Гранде на западе и до реки Тринити на востоке. Болезни и прочие трудности сократили число поселенцев в колонии к январю 1687 года до 45 человек. Ла Саль предпринял последнюю попытку найти Миссисипи. В экспедиции не прекращались распри, и Ла Саль был убит где-то в Восточном Техасе.
Испанцы узнали о колонии французов в конце 1685 года. Чувствуя, что французская колония представляет собой угрозу для испанских шахт и судоходных маршрутов, военный совет короля Карлоса II рекомендовал удалить «это жало, которое было вонзили в сердце Америки. Чем больше будет промедление, тем труднее будет это сделать». Не представляя, где искать Ла Саля, испанцы организовали десять морских и сухопутных экспедиций за три года. Последняя экспедиция обнаружила французского дезертира, проживавшего с племенем Коавильтеков.
Он проводил испанцев до форта в апреле 1689 года. Форт и пять домов, окружавших его, были разрушены. За несколько месяцев до этого племя Каранкава, недовольное тем, что французы захватили их каноэ, атаковало поселение, оставив в живых только четверых детей.

## Испанский Техас: 1690—1821

### Создание испанской колонии
Во время поисков французской колонии испанцы хорошо изучили географию Техаса. В марте 1690 года Алонсо де Леон возглавил экспедицию для создания христианской миссии в Восточном Техасе. В конце мая неподалёку от деревни племени хасинай была открыта миссия Миссия Сан-Франциско-де-лос-Техас. Первая месса в миссии состоялась 1 июня. 23 января 1691 года Испания назначила первого губернатора Техаса. Им стал генерал Доминго Теран де-лос-Риос. Во время визита в миссию Сан-Франциско в августе того же года, он обнаружил, что поселенцы открыли вторую миссию неподалёку, однако не смогли обратить местных индейцев в христианство. Местные жители регулярно воровали у миссионеров скот, лошадей, почему-то не оказывали должного почтения. Спустя год большинство миссионеров решило покинуть Техас, сопровождая губернатора Терана. В миссии осталось всего 3 священника и 9 солдат. В миссии также произошла эпидемия оспы. Воинственное племя Кэддо постоянно угрожало поселенцам, и вскоре они покинули территорию и вернулись в Коауилу. До следующей попытки покорить Техас прошло 20 лет.
После неудачной попытки в 1711 году убедить испанские власти в необходимости восстановить миссии в Техасе францисканский миссионер Франциско Идальго обратился за помощью к губернатору Луизианы. Французский губернатор согласился отправить своих представителей на встречу с Идальго. Новость об этом насторожила испанцев, считавших Техас своей территорией и рассматривавших эту территорию как буфер между Новой Испанией и Луизианой. В 1716 году в восточном Техасе ими было основано 4 новые миссии, а также укрепление. На территорию Техаса впервые ступили женщины-поселенцы.
Новые миссии находились более чем в 640 километрах от ближайшего испанского поселения Сан-Хуан-Батиста. Мартин де-Аларкон, назначенный в 1716 году новым губернатором, пожелал установить новый перевалочный пункт между поселениями у Рио-Гранде и миссиями в Восточном Техасе. В апреле 1718 года Аларкон возглавил группу из 72 человек, среди которых было 10 семей. Они поселились на берегу реки Сан-Антонио. Через неделю была основана Миссия Сан-Антонио-де-Валеро, известная также как Миссия Аламо, возведены укрепления, а также создан округ Сан-Антонио-де-Бексар, ставший впоследствии городом Сан-Антонио.
В следующем году Испания и Франция оказались по разные стороны в войне четверного альянса. Франция начала посягать на испанские территории в Северной Америке. В июне 1719 года семеро французов из города Начитош захватили миссию Сан-Мигель-де-лос-Адаес, которую защищал один солдат, бывший не в курсе войны. Французы объявили, что за ними идёт отряд из 100 человек, после чего оставшиеся испанцы бежали в Сан-Антонио.
Новый губернатор Коауилы и Техаса Маркиз де Сан Мигель де Агуайо быстро и без единого выстрела выдворил французов и приказал построить форт. Новый форт Нуестра-Сеньора-дель-Пилар-де-Лос-Адаес располагался на территории современного города Роблайн, всего в 19 километрах от Начитоша. Форт был назначен первой столицей Техаса, его гарнизон состоял из 100 солдат, на вооружении которых было 6 пушек. Помимо восстановленных шести миссий, в Восточном Техасе появились ещё одна миссия и укрепление на месте форта Сен-Луи.

### Конфликты с индейцами
В конце 1720-х годов вице-король Новой Испании закрыл укрепление и уменьшил число солдат в оставшихся населённых пунктах до 144 человек на всю провинцию. Оставшиеся без защиты миссии на востоке Техаса были вынуждены передислоцироваться в Сан-Антонио.
Несмотря на то, что миссионеры не смогли обратить хасинаев в христианство, с ними поддерживались дружеские отношения. Этот факт разозлил врагов хасинаев, липанов, и те начали совершать набеги на Сан-Антонио и прочие испанские поселения. Временное перемирие с липанами было заключено только в 1749 году. Согласно договору, к северо-западу от Сан-Антонио, на берегу реки Сан-Саба была создана новая миссия. Липаны не трогали миссию, однако их соперники,  команчи, тонкава и хасинаи, в скором времени уничтожили поселение.
В 1762 году Франция окончательно отказалась ото всех претензий на Техас, а также отдала Испании территорию Луизианы к западу от Миссисипи в рамках мирного договора, подписанного по окончании семилетней войны. Держать большие силы на границе с Луизианой больше не было смысла, и испанские власти приказали закрыть Лос-Адаес, назначив Сан-Антонио новой столицей Техаса. Жители Лос-Адаеса были перевезены в 1773 году, однако, после нескольких попыток поселиться в других частях Техаса, вернулись в восточную часть Техаса, где основали город Накогдочес.
Мирный договор с команчами был подписан в 1785 году. Команчи вскоре вступили в бой с противниками новых друзей, племенем Каранкава, многих убив, а остальных вытеснив на территорию Мексики. В январе 1790 года команчи также помогли испанцам одержать победу над мескалеро и липанами, практически отбив у них охоту совершать набеги на Сан-Антонио. К концу XVIII века только небольшое число индейцев на территории Техаса не было обращено в христианство.

### Освобождение
В 1799 Испания вернула Луизиану Франции в обмен на обещание престола в центральной Италии. Несмотря на то, что договор был подписан 1 октября 1800 года, он вступил в силу только в 1802 году, а уже на следующий год Наполеон продал Луизиану США. Соглашение между Испанией и Францией не указывало, где проходит граница между Техасом и Луизианой, а другие документы были противоречивы. Соединённые Штаты утверждали, что их покупка включала Западную Флориду и весь Техас. Томас Джефферсон утверждал, что Луизиана простиралась на запад до Скалистых гор и включала в себя всю территорию бассейнов Миссисипи, Миссури и их притоков, а границей на юге была река Рио-Гранде. Испания настаивала, что граница Луизианы проходит в районе города Начитош, а новый штат США не включает в себя территорию Иллинойс. Техас снова стал буферной зоной, на сей раз между Новой Испанией и Соединёнными Штатами. Споры были разрешены в 1819 году, когда был подписан договор Адамса – Ониса, согласно которому Испания отдавала территорию Флориды Соединённым Штатам в обмен на контроль над всей территорией Техаса.
Большинство споров с Соединёнными Штатами проходили на фоне неопределённости с управлением самой Новой Испанией. В 1808 году Наполеон вынудил испанского короля отказаться от престола и назначил новым монархом Жозефа Бонапарта. С другой стороны всё время правления Жозефа в Кадисе заседало теневое правительство. Революционеры Мексики и Соединённых Штатов предприняли неудачную попытку одновременного объявления независимости Техаса и Мексики. Испанские отряды жестоко подавили бунт, разорив провинцию и казнив всех обвинённых в республиканских настроениях. К 1820 году в Техасе оставалось менее 2000 испанских жителей. В 1821 году Агустин де Итурбиде завершил войну за независимость Мексики. Техас стал частью новой страны без единого выстрела. Так завершился период испанской колонизации Техаса.

### Испанское наследие
Поскольку сразу после испанского правления в Техасе началось мексиканское, порой сложно определить, кто же именно повлиял на те или иные предметы и явления в современном Техасе. Одним из наиболее очевидных доказательств присутствия испанцев на территории Техаса является тот факт, что названия всех крупных рек, за исключением Красной реки, имеют испанские корни, как и 42 из 254 округов штата. Испанские названия также имеет ряд городов Техаса. Также испанским следом является присутствие римско-католической церкви. К концу испанского правления практически всё население Техаса являлось католиками, католицизм преобладает на территории Техаса и поныне. Испанские миссии, построенные для обращения индейцев в христианство, были восстановлены и признаны национальными историческими памятниками.
В 1690-х годах испанцы привезли в Техас европейский скот: коров, лошадей и мулов, а фермеры — способы обработки и орошения земли.
Со временем Техас принял англо-американскую систему правосудия, однако в штате осталось несколько испанских практик, в частности, законы об освобождении жилья от судебного взыскания, общей собственности и усыновлении.

## Западный Техас: Команчерия
В период с 1750 по 1850 годы команчи были доминирующим племенем на юго-западе Северной Америки, территория, управляемая ими, называлась Команчерия. Для обеспечения собственной безопасности, а также приумножения богатства и могущества, команчам приходилось вступать в конфликты с испанскими, мексиканскими и американскими жителями на границах в Нью-Мексико, Техасе, Коауиле и Нуэва-Вискае. В 1810—1830 годах численность команчей достигала 7000-8000 тысяч человек. Команчи использовали свою военную мощь для грабежей, убийств и поборов с мексиканцев, американцев и других индейских племён. Несмотря на это, команчи поддерживали торговую сеть с длинными торговыми маршрутами. Торгуя с подчинёнными племенами, команчи распространяли свои язык и культуру по всему региону. С точки зрения управления, команчи представляли собой почти независимые, но союзные группы, со слабо выраженной социальной иерархией в каждой из групп. Крах империи произошёл после ряда эпидемий оспы и холеры в конце 1840-х, а также кровавых сражений с поселенцами, техасскими рейнджерами и армией США. К 1870 году численность команчей сократилась с 20 000 до нескольких тысяч. Команчи не могли более противостоять армии США, которая стала контролировать регион после Американо-мексиканской войны, завершившейся в 1848 году.

## Мексиканский Техас: 1821—1836
Мексиканская война за независимость в 1821 году завершилась сложением полномочий испанцев в Северной Америке и созданием нового государства — Мексики, в которую вошли территории, известные ранее как Новая Испания и Испанский Техас. Конституция Мексики 1824 года объединила Техас и Коауилу в новый штат Коауила-и-Техас. Конгресс разрешил Техасу создать самостоятельный штат «как только почувствует в себе силы на это».
В том же году Мексика приняла Основной закон колонизации, который позволил всем главам семей, независимо от расы или статуса иммигранта, претендовать на земли в Мексике. У Мексики не было ни средств, ни людей, чтобы противостоять набегам команчей и государство надеялось, что новые поселенцы будут справляться с ними самостоятельно. Правительство Мексики либерализовало иммигрантские законы, разрешив поселенцам из Соединённых Штатов переселяться в Техас.
Первый грант был получен ещё при испанском правлении Мозесом Остином. Однако вскоре Мозес скончался, оставив грант своему сыну, Стивену Остину. В 1822 году Стивен с группой поселенцев, которые получили название «Старые три сотни», поселились на берегу реки Бразос. Позднее грант был ратифицирован мексиканским правительством. Позже было выдано ещё 23 гранта, преимущественно гражданам США.
Многие из переселенцев привозили с собой рабов. Техас установил одногодичное исключение из закона Мексики 1829 года, запрещающего рабовладение. Однако вскоре президент Мексики Анастасио Бустаманте приказал в 1830 году освободить всех рабов. Чтобы обойти закон, колонисты переименовали своих рабов в пожизненную обслугу. К 1836 году в Техасе насчитывалось 5000 рабов.
В 1830 году Бустаманте запретил иммиграцию в Техас из США.Для контроля за иммиграцией и таможни было возведено несколько фортов. Также новые законы вводили таможенные пошлины, что разозлило как коренных мексиканских жителей Техаса, так и англичан. В 1832 году группа жителей города Анауак подняла восстание против таможенных пошлин. Анауакские волнения совпали с мексиканской революцией против президента. Техасцы вместе с федералистами провели ряд сражений против Мексики и после битвы в Накодгочесе прогнали всех мексиканских солдат из Восточного Техаса.
Пользуясь тем, что контроль со стороны Мексики ослаб, техасцы стали требовать большей политической свободы. Требования вылились в создание Конвенции 1832 года. Помимо прочего, конвенция требовала разрешить гражданам Соединённых Штатов иммигрировать в Техас, а также просила независимости Техаса. В следующем году требования были повторены Конвенцией 1833 года. При предоставлении петиции властям Мексики Стивен Остин был заключён в тюрьму Мехико по подозрению в государственной измене. Хотя мексиканские власти приняли ряд мер, чтобы успокоить колонистов, попытка Антонио Лопеса де Санта-Анны превратить Мексику из федеративного в централистическое государство дала повод к революции жителей Техаса..

### Техасская революция
Расплывчатые волнения переросли в вооружённый конфликт 2 октября 1834, Битву при Гонсалесе, когда техасцы отбили мексиканскую попытку вернуть небольшую пушку. В последующие три месяца техасские войска успешно разбили все мексиканские отряды в регионе.
2 марта 1836 в Вашингтоне-на-Бразосе была подписана декларация независимости Техаса, провозгласившая создание Республики Техас. Необходимость восстания была обоснована защитой основных прав а также тем фактом, что Мексика аннулировала федеральный пакт. Колонисты утверждали, что Мексика предложила им переехать в страну и они были полны решимости «насладиться» республиканскими институтами, к которым они привыкли у себя на родине, в Соединённых Штатах Америки.
Многие из поселенцев посчитали, что война окончена и покинули армию после череды побед. Оставшиеся отряды состояли преимущественно из авантюристов из Соединённых Штатов Америки. Большое число солдат из США «дало основания властям Мексики считать, что оппозиция Техаса в основном навязана под влиянием внешних сил». Мексиканский конгресс ответил на эту угрозу, разрешив казнь любого иностранца, ведущего боевые действия в Техасе.
С 27 октября президент Мексики Антонио Лопес де Санта-Анна готовился к подавлению беспорядков в Техасе. В начале 1836 года Санта-Анна лично повёл шеститысячную армию на Техас. Около Рио-Гранде мексиканская армия разделилась. Санта-Анна повёл большинство к Сан-Антонио для осады миссии Аламо, а генерал Хосе де Урреа повёл остальные войска вдоль побережья Техаса. Войска де Урреа вскоре подавили сопротивление всех техасских групп на побережье, завершившись «голлиадской резнёй», в результате которой были казнены 300 техасцев. Санта-Анна после тринадцатидневной осады сломил сопротивление около 200 техасцев, защищавших Аламо. Фраза «Помните Аламо!» стала боевым кличем Техасской революции.
Разлетевшиеся новости о поражении заставили временное правительство и большинство жителей отойти на восток. Многие поселенцы вернулись в армию, которой командовал Сэм Хьюстон. После нескольких недель манёвров, 21 апреля 1836 года техасская армия атаковала войска Санта-Анны в битве при Сан-Хасинто неподалёку от нынешнего города Хьюстон. Санта-Анна был захвачен в плен и вынужден подписать Веласкские договоры, положившие конец войне.

## Республика Техас: 1836—1845
Первый Конгресс Республики Техас собрался в городе Колумбия (нынче Западная Колумбия) в октябре 1836 года. Стивен Остин, известный как «Основатель Техаса» умер 27 декабря 1837 года, прослужив государственным секретарём новой республики всего два месяца. В 1836 году временными столицами республики успели побывать Вашингтон-на-Бразосе, Харрисбург, Галвестон, Веласко и Колумбия. В 1837 году президентом Сэмом Хьюстоном столицей штата назначен город Хьюстон, а в 1839 году столица перенесена в новый город Остин по указу нового президента Мирабо Ламара.
Внутренняя политика республики определялась противоборством двух фракций. Националистическая фракция, возглавляемая Мирабо Ламаром, выступала за необходимость отстаивать независимость Техаса, выселение коренных народов, а также расширение границ Техаса до берегов Тихого океана. Оппоненты, возглавляемые Сэмом Хьюстоном, выступали за аннексию Техаса Соединёнными Штатами Америки и мирное сосуществование с коренными жителями.
Несмотря на объявление Техасом независимости, мексиканские власти отказывались её признавать. 5 марта 1842 года, мексиканские войска численностью более 500 человек вторглись на территорию Техаса, ведомые генералом Рафаэлем Васкесом. Они ненадолго захватили Сан-Антонио, однако вскоре были вынуждены отойти обратно к Рио-Гранде. 11 сентября 1842 года группой из 1400 человек под управлением наёмного генерала из Франции была предпринята вторая попытка вторжения. Техасская милиция одержала победу в битве при ручье Сэладо, однако уже 18 сентября потерпела поражение, ставшее впоследствии известным как Резня Доусона, от объединённой группы мексиканских солдат и индейцев. Позже мексиканской армии пришлось вновь отступить из Сан-Антонио.
Нападения на Техас со стороны Мексики вызвали конфликт между политиками республики, известный как Война за архив Техаса в 1842 году. Чтобы «защитить» национальный архив, президент Сэм Хьюстон приказал вывезти его из Остина. Жители Остина, подозревавшие Хьюстона в ненависти к новой столице, заставили под дулами пистолетов вернуть архив. Конгресс отчитал президента за инцидент, а Остин был окончательно утверждён в качестве домашнего города для правительства республики и будущего штата.

## Формирование штата
28 февраля 1845 года конгресс США принял билль, предлагающий присоединение Республики Техас к США, а 1 марта билль был подписан президентом США Джоном Тайлером. 4 июля 1845 года в Остине собралась Техасская конвенция, которая большинством в 55 голосов против одного приняла предложение Конгресса и разработала новую Конституцию Техаса (так наз. Конституцию 1845 года).
Аннексия назначена на 29 декабря того же года. 13 октября большинством голосов в республике принята предложенная конституция, которая особо подчёркивала легитимность рабовладения и работорговли. Позднее конституция была одобрена сенатом США и Техас стал штатом США в день аннексии (минуя территориальную фазу).
Мексиканские власти предупреждали США о возможном начале войны в случае аннексии Техаса задолго до случившегося. Как только Техас вошёл в состав США, Мексика порвала дипломатические отношения. Соединённые Штаты поддержали претензии Техаса на территорию к северу от Рио-Гранде. В июне 1845 года президент Джеймс Полк отправил войска численностью в 3500 человек под командованием генерала Закари Тейлора защищать Техас от вторжения мексиканцев. В октябре войска обосновались на берегу реки Нуэсес, на границе спорной территории шириной около 240 километров. 10 ноября 1845 года Полк приказал генералу Тейлору перейти реку и направляться к Рио-Гранде. 25 апреля 1846 года двухтысячный мексиканский конный отряд напал на патруль США, состоявший из 63 человек, который был отправлен в оспариваемой территории к северу от Рио-Гранде и к югу от реки Нуэсес. Произошла перестрелка, известная как  Дело Торнтона. Мексиканская конница разгромила патруль, убив 16 американских солдат. 30 апреля мексиканская армия перешла реку Рио-Гранде и 3 мая осадила Форт-Техас. Тейлор выступил для деблокады форта и 8 мая произошло сражение при Пало-Альто, в ходе которого мексиканская армия несколько раз неудачно атаковала позиции Тейлора и к вечеру отошла на новую позицию. 9 мая произошло сражение при Ресака-де-ла-Пальма, после которого мексиканская армия покинула территорию Техаса. 12 мая Конгресс США официально объявил о состоянии войны с Мексикой. В ходе последовавшей американо-мексиканской войны боёв в Техасе больше не было, но штат стал главным перевалочным пунктом для американского вторжения в северную Мексику.
Одной из основных причин согласия на аннексию были громадные долги техасского правительства. Соединённые Штаты согласились списать большую часть после аннексии. Остаток долга был погашен только в результате компромисса 1850 года. В качестве оплаты долга в 10 миллионов долларов США, Техас передал под федеральное управление большие участки земли, которые теперь являются частями штатов Колорадо, Канзаса, Оклахомы, Нью-Мексико и Вайоминга.

### Миграция
Численность послевоенного Техаса начала быстро расти за счёт мигрантов и вскоре превысила 150 000. Общественные организации, такие как Texas Emigration and Land Company обещали новым колонистам 320 акров земель за согласие в создании ополчения для защиты от индейцев. Большинство переезжало из южных штатов. Конституция 1845 года закрепляла права на рабовладение. По расовому составу население Техаса было довольно разнообразным: белые мигранты привезли с собой афроамериканских рабов, значительную часть населения составляли испаноязычные жители, техано, кроме того около 20 000 человек являлись недавними эмигрантами из Германии. Мигрантов-рабовладельцев привлекали пригодные для выращивания хлопка земли на востоке штата. В центральной части обосновались фермеры, большинство из которых не имело рабов во владении. Во времена Дикого Запада территория штата привлекала людей, любивших пострелять и имевших интерес к приключениям.

#### Немецкие переселенцы
Крупнейшей группой европейцев, мигрировавших напрямую в Техас были жители Германии. В составе переселенцев были как крестьяне, так и интеллектуалы, представители протестантов, католиков, евреев и атеистов, переезжали из Пруссии, Саксонии, Гессена, а также из Эльзаса. Среди переезжавших были как аболиционисты, так и рабовладельцы, честные жители и преступники. Отличия были и в диалектах, обычаях и во внешнем виде. Тем не менее, большинство из них было фермерами, приехавшими в поисках новых экономических возможностей. Некоторые искали политических свобод после революции 1848—1849 годов, некоторые, предположительно венды, приехали за религиозной свободой. Разнообразие немецких мигрантов отразилось в их поселениях в Техасе, даже на территории Техасского холмогорья поселения выходцев из Германии отличались друг от друга. В долине Льяно поселились строгие немецкие методисты, которые отказались от танцев и братских организаций, в долине Педерналес были весёлые, трудолюбивые лютеране и католики, которые любили пить и танцевать, а в долине Гуадалупе жили атеисты, потомки интеллигентных политических беженцев.

#### Чешские переселенцы
Первые переселенцы из Чехии появились в Техасе 19 августа 1851 года. Отряд переселенцев возглавлял Юзеф Шилар. Чехи поселились на плодородных землях в округах Остин, Фейетт, Лавака и Вашингтон. Отличительной особенностью чешских поселений в Америке является их общинность, важной частью чешских мигрантов в Техасе являются социальные клубы. К 1865 году в штате насчитывалось 700 чешских переселенцев, в 1940 году их было более 60 000.

## Гражданская война
Поскольку для работы на хлопковых плантациях использовались рабы, их количество к 1860 году достигло 30 % от общей численности в 604 215 человек проживающих в Техасе. На референдуме по отделению от США, прошедшему по всему штату, 76 % (46 129 против 14 697) избирателей проголосовало за отделение. Конвенция по отделению немедленно организовала новый парламент, поскольку Сэм Хьюстон отказался давать присягу Конфедерации.
1 февраля 1861 года Техас объявил о выходе из Соединённых Штатов и 2 марта присоединился к Конфедеративным Штатам Америки. Техас помогал Конфедерации в основном продовольствием — до тех пор пока захват Соединёнными Штатами реки Миссисипи не перекрыл возможность движения больших групп людей, лошадей и скота. Техасские полки участвовали во всех крупных сражениях войны.
1 августа 1862 года силы Конфедерации убили 34 техасских немцев, принявших сторону Соединённых Штатов. Операция получила название «Бойня на Нуэсес». Последняя битва гражданской войны, сражение у ранчо Пальмито, прошла 12 мая 1865 года в Техасе. В сражении принимал участие второй техасский кавалерийский батальон.

### Историография
В XX веке на изучение гражданской войны в Техасе повлияли национальные историографические тенденции. Начиная с 1950-х годов, историки пристальное внимание уделяют военным кампаниям в Техасе и других юго-западных штатах, которыми ранее пренебрегали. С 1970 года учёные переключили своё внимание на юг Техаса и на то, как его отношения с Мексикой и мексиканскими американцами сказались на ведении боевых действий с обеих сторон. Кроме того, с 1970 года, «новая социальная история» стимулировала исследования связанных с войной социальных, экономических и политических изменений. Эта историографическая тенденция связана с растущим интересом к местной и региональной истории.

## Эпоха реконструкции
19 июня 1865 года новости о поражении Конфедерации дошли до Галвестона и освобождённые рабы устроили празднование, которое стало называться Juneteenth (от англ. June — июнь и nineteenth — девятнадцатый). Несмотря на то, что штат практически не пострадал во время войны, торговые и финансовые связи были разрушены. Обозлённые солдаты, вернувшись с проигранной войны захватили власть и Техасу пришлось пройти через период насилия и беспорядков. Большинство беспорядков прошло на севере штата, а зачинщиками были выходцы из Индейской территории. 17 июня 1865 года президент Эндрю Джонсон назначил временным губернатором региона генерала союзных войск Хэмильтона. Хэмильтон был видным политиком ещё до войны. Он амнистировал бывших конфедератов, при условии поддержки союза в будущем при назначении некоторых должностей. 30 марта 1870 года, несмотря на то, что Техас не выполнил все условия, конгресс США принял штат обратно в Союз.
Как и во многих других южных штатах, концу 1870-х годов демократы, с помощью военизированных групп вернули себе контроль над территорией. В 1876 году они приняли новую конституцию, разделявшую школы и установили подушный налог в свою поддержку, который изначально не требовался для допуска к голосованию В 1901 году парламент обязал платить этот налог всех, кто желал проголосовать. Учитывая экономические трудности того времени, эта мера позволила отстранить от голосования бедных белых, а также большинство афроамериканцев и мексиканоамериканцев. В начале XX века демократы стали проводить «белые праймериз», одобренные официально в 1923 году. Поскольку позиции демократической партии не ослабевали, на протяжении десятилетий подобные практики продолжались до середины XX века.

## Позолоченный век
В 1880-х года в Техасе появились первые железные дороги. Это событие положило конец долгим перегонам скота, позволив скотоводам и фермерам быстрее и дешевле сбывать свой товар. Даллас и другие крупные города стали центрами деловой активности.
Основное внимание политиков в конце XIX века было уделено управлению земельными участками. В соответствии с федеральным актом Моррилла, Техас продал государственные земли для инвестиций в высшее образование. В 1876 году был открыт Техасский университет A&M (сельскохозяйственный и технический колледж), а спустя семь лет обучение началось в Техасском Университете в Остине. Новые правила пользования земельными участками, введённые во времена губернатора Джон Айрленд, позволили объединять земельные участки в большие ранчо. Многие фермеры стали огораживать государственные земли колючей проволокой, чтобы обеспечить доступ к воде и возможность бесплатного выпаса скота. Эти действия породили ряд конфликтов. Губернатор Лоуренс Салливан Росс распорядился провести реформу земельных законов.
Штат продолжает бороться с расовой напряжённостью и Россу приходилось лично вмешиваться для предотвращения конфликтов. При Джиме Хогге началась борьба с корпорациями, нарушающими монопольные законы штата. В 1894 году Техас подал в суд на компанию Standard Oil, которой владел Джон Рокфеллер, а также на её дочернюю фирму Waters-Pierce Oil Company of Missouri. Хогг и генеральный прокурор утверждали, что компании находятся в сговоре для фиксации цен, и нарушают другие пункты антимонопольного акта Техаса, принятого в 1889 году. В результате расследования, нескольким людям, включая Рокфеллера, был предъявлен ряд обвинений. Хогг потребовал экстрадиции Рокфеллера из Нью-Йорка, однако губернатор Нью-Йорка ответил отказом, мотивировав решение тем, что Рокфеллер не сбегал из Техаса. Рокфеллер так и не был осуждён, в отличие от ряда других сотрудников его компании.

## Начало века
8 сентября 1900 года обрушившийся ураган, сила ветра которого превышала 160 км/ч разрушил четвёртый по величине город и крупный морской порт Галвестон. Штормовой прилив вызвал подъём уровня воды на 6 метров, что было на 2-3 метра выше, чем при каком-либо другом ранее зарегистрированном урагане. Вода полностью покрыла остров, разрушив около 3500 домов и погубив от 6000 до 8000 человек. Также пострадали железная дорога и мост для повозок, соединявший остров с большой землёй.. Для того, чтобы ускорить восстановление города, жителями была сформирована городская комиссия для управления, в составе пяти человек. Галвестон стал первым городом, создавшим подобную комиссию. Позже эту практику переняли 500 меньших городов в США.
Одной из мер по защите от подобного разгула стихии стало строительство Хьюстонского судоходного канала. По окончании строительства город стал быстро расти и вскоре стал главным портом штата. Чтобы соединить крупнейшие города штата, к Хьюстону были проведены железнодорожные ветки от Далласа, Сан-Антонио и Остина.
К 1900 году население Далласа достигло 38 000, основными занятиями в городе, который был мировым лидером по продаже хлопка, стали банковское дело и страхование. Бизнесмены стали управлять гражданскими делами, роль политических партий, преимущественно демократической сильно уменьшилась. Значительным знаком прогресса стало возведение в 1909 году 58-метрового Преторианского небоскрёба. Четырнадцатиэтажный небоскрёб предназначался для Преторианской страховой компании. В 1914 году Даллас стал региональной штаб-квартирой Федеральной Резервной Системы. К 1929 году в городе насчитывалось 260 000 жителей, когда грянула Великая Депрессия, в результате которой резко упали цены на нефть, хлопок и скот. Рост сменился застоем.
10 января 1901 года опытный горный инженер Энтони Лукас пробурил первую крупную скважину на небольшом холме к югу от города Бомонт. 5 октября 1930 года был обнаружен Ист-Тексас, крупнейший вне Аляски и первый по объёму добычи в США природный резервуар углеводородов. Позднее нефть была обнаружена на западе штата и в Мексиканском заливе. Техасский нефтяной бум трансформировал экономику и способствовал сильнейшему экономическому развитию со времён гражданской войны.
В 1850 году была создана Территория Нью-Мексико, а между этим событием и 1912 годом, когда Нью-Мексико стал штатом США, река Рио-Гранде, по которой проходила граница между территориями, сменила русло. В 1913 году Техас подал в суд, который вынес своё решение в 1927 году, удовлетворив большинство претензий Техаса.
Экономика, в значительной степени восстановившаяся после гражданской войны, испытала двойной удар в виде Великой депрессии и Пыльного котла. После падения фондового рынка в 1929 году тысячи работников оказались без работы, многие из них стали зависеть от федеральных программ помощи, таких как Федеральная администрация по оказанию чрезвычайной помощи, Администрация рабочего прогресса и Гражданский корпус охраны окружающей среды. Особенно сильно кризис коснулся фермеров и скотоводов, чья продукция особенно сильно потеряла в цене. С 1934 по 1939 год на территории Техаса, Арканзаса и Оклахомы происходит экологическая катастрофа, засуха и сильные ветры оставляют более 500 000 американцев без дома, еды и работы. Тысячи человек уходят из Техаса чтобы искать счастья на западном побережье.

## Вторая мировая война
Вторая мировая война в значительной степени повлияла на развитие штата. Государство выделяло деньги на строительство военных баз и госпиталей, а также лагерей военнопленных. Около 750 000 молодых людей ушли в армию, города пополнились новыми предприятиями, высшие образовательные учреждения начали обучать на новые профессии. Множество небогатых фермеров перешли на военную службу, за которую платили больше, и больше никогда не возвращались к сельскому хозяйству. Таким образом, в Техасе наступила нехватка рабочей силы на фермах. Была разработана специальная программа (англ. Bracero program), в рамках которой к временной работе на техасских полях были привлечено 117 000 мексиканцев.
Существовавшие до начала войны базы были расширены, был построен ряд авиабаз для обучения военных пилотов: Камп-Мабри, Копрус-Кристи-Арми-Депо, Форт-Блисс, Форт-Худ, Форт-Сэм-Хьюстон, Ingleside Army Depot, Ред-ривер-Арми-Депо. Лётная погода большую часть года сделала штат любимым местом обучения и тренировок сил ВВС США. В самой крупной программе авиационной подготовке приняло участие 200 000 человек на 40 авиабазах Техаса. Было обучено 45 000 пилотов, 12 000 бомбардировщиков, 12 000 штурманов, а также тысячи воздушных стрелков, фотографов и механиков. Фред Эллисон в исследовании работы лётной школы ВВС США в Гринвилле в 1942–45 годов показывает, что база, как и другие техасские базы в сельской местности, стимулировала сельскую экономику, а также изменила культурный климат консервативного христианского города, особенно в отношении алкоголя, свиданий и танцев, а также межрасовых отношений
Во время второй мировой войны были построены заводы амуниции Lone Star Army Ammunition Plant и Longhorn Army Ammunition Plant. Трудовой фронт стимулировал экономику штата в целом.
Во время войны в Техасе содержалось 78 982 военнопленных из вражеских стран, преимущественно Германии. В штате находилось 15 % всех военнопленных, которые содержались в США. На территории Техаса находилось 14 лагерей для военнопленных. Содержавшихся в лагерях людей направляли на сельскохозяйственные работы, чтобы компенсировать ушедших на войну. Хотя современные чиновники военного департамента утверждали, что попытки правительства по денацификации заключённых были весьма успешными, влияние нацистов на обитателей отдельных лагерей было обычным явлением на протяжении всей программы военнопленных. Ричард Уокер изучил деятельность нацистов в техасских лагерях военнопленных в 1943–45 годах и сделал заключение, что военные власти не смогли искоренить влияние нацистских лидеров.
Восточный Техас, прежде используемый преимущественно для сельского хозяйства, стал более урбанизированным после того, как было нанято большое количество рабочих для нефтяной, судостроительной и авиационной промышленности. Жители Восточного Техаса внесли большой вклад как в вооружённых силах, так и на родной территории. В старших школах были популярны патриотические программы, однако уход учителей и старших учеников на войну и сокращение бюджета вынудили урезать программу обучения. Госпитали также испытывали нехватку персонала, а также медицинских препаратов.
В ноябре 1942 года в Лонгвью был открыт крупнейший армейский госпиталь Harmon General Hospital на 2939 коек, состоявший из 157 корпусов. Учреждение было предназначено для лечения солдат с сифилисом центральной нервной системы, психическими расстройствами, тропическими болезнями и дерматологическими заболеваниями. По окончании войны объект стал кампусом университета Леторно.
Бэйлорский университет, как и многие другие ВУЗы проводил множество программ по оказанию помощи национальной обороне, вербовке солдат и поддержанию работоспособности университета во время войны. Техасский технологический университет также играл важную роль во время войны, наиболее известной была программа предполётной подготовки 1943-44 годов. Программа готовила будущих лётчиков к полноценной военной авиационной подготовке. Программа, созданная усилиями частных подрядчиков Бидова и Дагли, под руководством главного пилота Гарольда Хамфриса, принесла значительные доходы в казну Лаббока. В рамках программы инструктаж и полётные часы получили 3750 курсантов. С февраля 1943 по январь 1944 более 2000 женщин прошли обучение в женских вспомогательных корпусах школы армейского управления в университете Стивена Остина в Накодочесе.
Наибольший эффект в штате от войны испытал Хьюстон. В 1940 году в городе проживало 400 000 человек, экономика базировалась на нефтяной промышленности и судоходных транспортировках. Война значительно расширила экономическую базу города благодаря огромным федеральным вливаниям. Энергичные предприниматели, прежде всего Джордж Браун, Джеймс Элкинс и Джеймс Аберкромби, получили сотни миллионов долларов в виде федеральных инвестиций военного времени в технологически сложные объекты. Хьюстонские нефтяные компании перестали быть предприятиями нефтеочистки и стали производителями сложной нефтехимии. Особенно важными продуктами были синтетический каучук и высокооктановое топливо, которые сохранили своё значение и после войны. Война помогла перевести газовую промышленность из второстепенной отрасли в основной источник энергии. Хьюстон стал крупным центром газовой промышленности, когда местная фирма приобрела финансируемые из федерального бюджета трубопроводы Inch. Другими основными развивавшимися во время войны отраслями промышленности были производства стали, боеприпасов, а также судостроение.
Десятки тысяч новых мигрантов устремились из сельских районов в города, что привело к ухудшению жилищного обеспечения и способностям городов обеспечить население общественным транспорт и школами. Впервые высокооплачиваемая работа досталась большому количеству женщин, чернокожих и мексиканских американцев. Афроамериканская община города, воодушевлённая новым положением дел, усилила свою агитацию за гражданские права, они поддержали и финансировали судебное дело Смит против Олрайта 1944 года, в котором Верховный суд вынес решение против техасского закона о внутренних правилах предварительных выборов, ограничивавших права голосования темнокожего населения.
В военное время в восточном Техасе быстрее, чем в мирное время, происходил рост и распад семей афроамериканцев, которые были более приспособлены к новым возможностям заработка. Во время войны произошёл более быстрый переход к фабричному труду, более высокой экономической отдаче, белое население было готово принять изменение в экономическом статусе афроамериканцев при сохранении работы законов Джима Кроу.

## Модернизация Техаса: с 1945 по нынешнее время

### Засуха 1950-х годов в Техасе
С 1949 года на территории Техаса началась засуха, продолжавшаяся до 1957 года. Количество осадков сократилось на 30-50 %, в то время как температуры возросли. Изменение климата привело к потере урожая, гибели скота и росту числа пыльных бурь. В результате количество ранчо и ферм сократилось примерно на 100 000, население переезжало из сельской местности в города. Всего четверть населения Техаса осталось жить в сельской местности. В 1957 году в результате засухи был создан совет по развитию водных ресурсов Техаса, штат начал создание системы рационального водопользования. Система включала повышение доступности к грунтовым водам и создание водохранилищ с помощью запруживания рек.

### Убийство Джона Кеннеди
В пятницу 22 ноября 1963 года в Далласе в 12:30 по местному времени преступник-одиночка Ли Харви Освальд смертельно ранил президента США Джона Кеннеди. Той же пулей был ранен губернатор Техаса Джон Конналли. Происшествие вызвало национальное возмущение, направленное преимущественно на политиков правого толка в Далласе, которые долгое время были враждебны Кеннеди. В здании, с шестого этажа которого по версии следствия было совершено преступление, открыт музей шестого этажа, посвящённый жизни и убийству Джона Кеннеди. Музей является популярным туристическим объектом Далласа.

### Высшее образование
Во время второй мировой войны основные университеты, такие как Техасский университет и Техасский университет A&M получили новую роль. Финансирование университетских исследований в военное время, изменение учебных программ, программ стажировок и льготное зачисление людей служивших в армии изменили отношение и позволили университетам получить статус университетов национального значения.
С 1950 по 1960-е годы Техас модернизировал и значительно расширил систему высшего образования. Под руководством губернатора Коннелли штат разработал долгосрочный план высшего образования, более рациональное распределение ресурсов и центральный государственный аппарат, который управлял государственными институтами с большей эффективностью. Эти изменения позволили техасским университетам получать федеральные средства на исследования и разработки при администрациях президентов Джона Кеннеди и Линдона Джонсона.

### Экономические и демографические изменения
С середины XX века Техас преобразовывается из сельскохозяйственного штата в городской и индустриальный. В этот период население Техаса начало быстро расти, люди переезжали из других штатов. Являясь частью солнечного пояса, экономика штата особенно сильно росла в 1970-е и в начале 1980-х годов. В это время происходила диверсификация экономики, уменьшение зависимости от нефтяной промышленности.
К 1990 году число испаноязычных жителей штата превысило число афроамериканцев, группа стала крупнейшим меньшинством в штате.

### Рост поддержки республиканской партии
До середины XX века Техас был фактически штатом одной партии, демократической партии. Праймериз демократической партии считались «настоящими выборами». Демократическая партия делилась на либеральные и консервативные фракции, различия между которыми стали более заметны после нового курса Рузвельта. Кроме того, некоторые фракции отделились от партии ещё в 1930-х и 1940-х годов.
Консервативные избиратели штата начали поддерживать кандидатов на пост президента США от республиканской партии с середины XX века. Позже поддержку получили республиканцы, баллотировавшиеся на различные должности штата и в местных органах власти, большинство белого населения стало членами республиканской партии. Партия также привлекла некоторые меньшинства, однако основная часть меньшинств продолжила голосовать за кандидатов демократической партии. Такое изменение произошло в основном в связи с либерализацией демократической партии в течение XX века. Таким образом демократы всё больше теряли связь со средним техасским избирателем. Жители Техаса всегда были консерваторами и начали поддерживать республиканцев, которые лучше представляли их взгляды. Эксперты также считают, что нынешняя поддержка республиканской партии в Техасе является заслугой политических кампаний, организованных политическим консультантом Карлом Роувом в 1980-х и 1990-х годах. Другими причинами называют перераспределение территориальных избирательных участков, а также демографический сдвиг в южных штатах в целом, поддерживающих республиканскую партию и консерватизм.
Журнал New York Times назвал перераспределение избирательных округов Техаса в 2003 году, инициированное республиканским политиком Томом Делэем, экстремальным случаем партийного джерримендеринга. Группа демократических законодателей Texas Eleven попыталась сорвать голосование, не явившись на голосование, однако кворум был собран и попытка провалилась. Перераспределение избирательных округов было вторым после переписи населения США 2000 года и вновь опиралось на данные переписи несмотря на то, что с тех пор число жителей штата увеличилось примерно на миллион человек. Адвокаты и аналитики из министерства юстиции возражали против плана как размывающего голоса афроамериканцев и латиноамериканцев, но политики штата отвергли возражения их и одобрили закон. Правовые проблемы с перераспределением была рассмотрены в Верховном суде по делу «Лига объединённых латиноамериканских граждан против Перри» в 2006 году. Однако Верховный суди принял сторону штата и республиканской партии.
На техасских выборах 2014 года, большую поддержку получили кандидаты движения чаепития, в том числе избранные вице-губернатор Техаса Дэн Патрик и генеральный прокурор штата Кен Пакстон, а также ряд других кандидатов, включая консервативного республиканца, губернатора Техаса Грега Эбботта.